# 雅瓜雷塔马
雅瓜雷塔马是巴西塞阿拉州的一个市镇。总面积1759.722平方公里，总人口17982人，人口密度10.2人/平方公里。